# 阮汪
朗郡公阮汪（越南语：／；16世紀？—1558年前？），後黎朝將領阮淦的長子。
阮汪生母無考，在元和十三年（1545年）因父親阮淦被毒死而恩蔭浪川侯，後封左丞相朗郡公，後來右丞相鄭檢殺死了阮汪，但具體年份不詳，有子提領上庫隊長阮淵；曾孫阮壯在哲王阮福瀕和義王阮福溙為著名將領。
保大十八年七月二十七日（1943年8月27日），阮朝朝廷追赠阮汪为浪川郡王（越南语：／），諡莊恭。同年十一月十六日（1943年12月13日），舉行追封禮。 

## 冊文
保大十八年（1943年），追封浪川郡王冊文：
維保大拾捌年歲次癸未柒月辛卯朔越貳拾柒日丁巳，承天興運，皇帝若曰：
朕惟藎臣殫報國之忠，常變不移素節；王者重敦親之義，徑存無間鴻恩。追篤慶源，特隆異數。睠惟故左相浪川郡公諱汪，乃我肇祖靖皇帝之皇長子也。仙源派衍，神嶽挺生。才兼相將之能，位列公侯之貴。當此黎朝筮仕良臣，夙著勳名。無端鄭氏見猜，早歲偶遭枉屈。終古精靈不泯，天家長衍鴻庥。肆今慶系追崇王爵，宜隆顯秩。茲特準追加封爲浪川郡王，諡莊恭，錫之冊命。於戲，袞花一字，式增泉壤之光；帶礪千秋，長紀河山之券。有辭永世，尚慰潛馨。欽哉！

## 腳註
1. ↑  《大越史記全書》則指直接封朗郡公[3]。